# Ora News
RTV Ora News ist ein privater albanischer Fernsehsender für Nachrichten und Zeitgeschehen, der zur Yldon Media Group gehört. Neben aktuellen Nachrichtensendungen werden Dokumentationen, Infotainmentsendungen sowie investigative Reportagen und Informationssendungen aus den Bereichen Kultur und Wirtschaft gesendet. 
Der Hauptsitz des Unternehmens befindet sich in Tirana im Stadtteil Kinostudio in der Nähe des Kulturministeriums, der Akademie für Film und Medien Marubi, des staatlichen Filmarchivs und von TV Klan. Der Sendebetrieb wurde am 31. Januar 2007 aufgenommen. 
Die Philosophie des Senders beruht darauf, die albanische Öffentlichkeit jeder Altersgruppe in Echtzeit neutral und professionell über Ereignisse in Albanien und der restlichen Welt zu informieren. Das Motto des Senders, „Die ersten mit aktuellen Nachrichten“, gibt somit das Unternehmensziel vor, „der schnellste Nachrichtensender in Albanien“ zu sein.
RTV Ora News ist der einzige Fernsehsender Albaniens, der 24 Stunden am Tag live sendet. Das komplette Programm wird kostenlos auch per Livestream angeboten.

## Geschichte
Ora News begann am 31. Januar 2007 mit dem Sendebetrieb als Antennenfernsehen. Bereits im November 2007 erfolgte die erste Änderung des optischen Auftrittes und der Programmgestaltung. Seit dem 25. August 2008 ist Ora News über den Anbieter Digitalb auch per Satellit und somit weltweit empfangbar. Über das Kabelfernsehen ist es in Albanien, Kosovo, Nordmazedonien, Kanada und den Vereinigten Staaten verfügbar.
Seit dem 1. September 2010 sendet Ora News als erster albanischer Sender täglich 24 Stunden live. Dafür musste in Personal, Technik und Standorte investiert werden. Im Jahr 2010 eröffnete der Sender Studios in Durrës, Elbasan, Fier, Gjirokastra, Korça, Shkodra, Vlora sowie in Prizren (Kosovo) und Skopje (Nordmazedonien). Zusätzlich verfügt der Sender über ein Studio in Brüssel. Aufgrund einer großen Flotte von mobilen Sendefahrzeugen und einem Helikopter ist Ora News in der Lage, von 42 verschiedenen Orten gleichzeitig zu berichten. Das Signal des hauseigenen Radiosenders Ora News 96.7 FM kann in den Städten Ballsh, Durrës, Fier, Elbasan, Gjirokastra, Kakavija, Lezha, Lushnja, Shkodra und Tirana sowie in Bari (Italien) und Janina (Griechenland) empfangen werden.
Seit 2009 erstellt Ora News in Zusammenarbeit mit einem italienischen Meinungsforschungsinstitut Wahlumfragen. Sowohl bei den Kommunalwahlen 2011 und 2015 als auch bei den Parlamentswahlen 2009, 2013 und 2017 konnten die Wahlergebnisse erfolgreich vorhergesagt werden.

## Popularität und Reputation
Im September 2017 veröffentlichte Ora News gemeinsam mit dem italienischen Meinungsforschungsinstitut IPR Marketing zum ersten Mal in Albanien eine Meinungsumfrage zum albanischen Fernsehmarkt.
Sowohl bei der Glaubwürdigkeit als auch bei der Popularität liegt Ora News auf dem dritten Platz hinter den beiden Sendern TV Klan und Top Channel, die jedoch ein Vollprogramm anbieten. Wenn man nur die Nachrichtensender betrachtet, so ist RTV Ora News für die albanische Bevölkerung die beliebteste und glaubwürdigste Informationsquelle des Landes. In der wichtigen Wirtschaftsregion Tirana–Durrës, in der über ein Drittel der Bevölkerung des Landes lebt, fällt die Dominanz des Senders noch höher aus. Im Qark Durrës ist Ora News der beliebteste Sender überhaupt und rangiert im Qark Tirana auf dem zweiten Platz. Auf die Geschlechter aufgeteilt ergibt sich der zweite Platz bei den Frauen und der dritte Platz bei den Männern. Bei allen Altersgruppen werden ebenso Platzierungen unter den besten Drei erreicht. Zum seriösen Ruf des Senders tragen die genauen Meinungsumfragen, die Ora News vor kommunalen und parlamentarischen Wahlen in Albanien seit 2009 erstellt, wesentlich bei. Den Wahlkampf und die Ergebnisse der Parlamentswahl 2017 sahen die meisten Albaner auf Ora News. Dies hängt auch damit zusammen, dass 74 % der Fernsehzuschauer die Berichterstattung zu politischen Themen als neutral bezeichnen.